# شاندونگ ایرلاینز

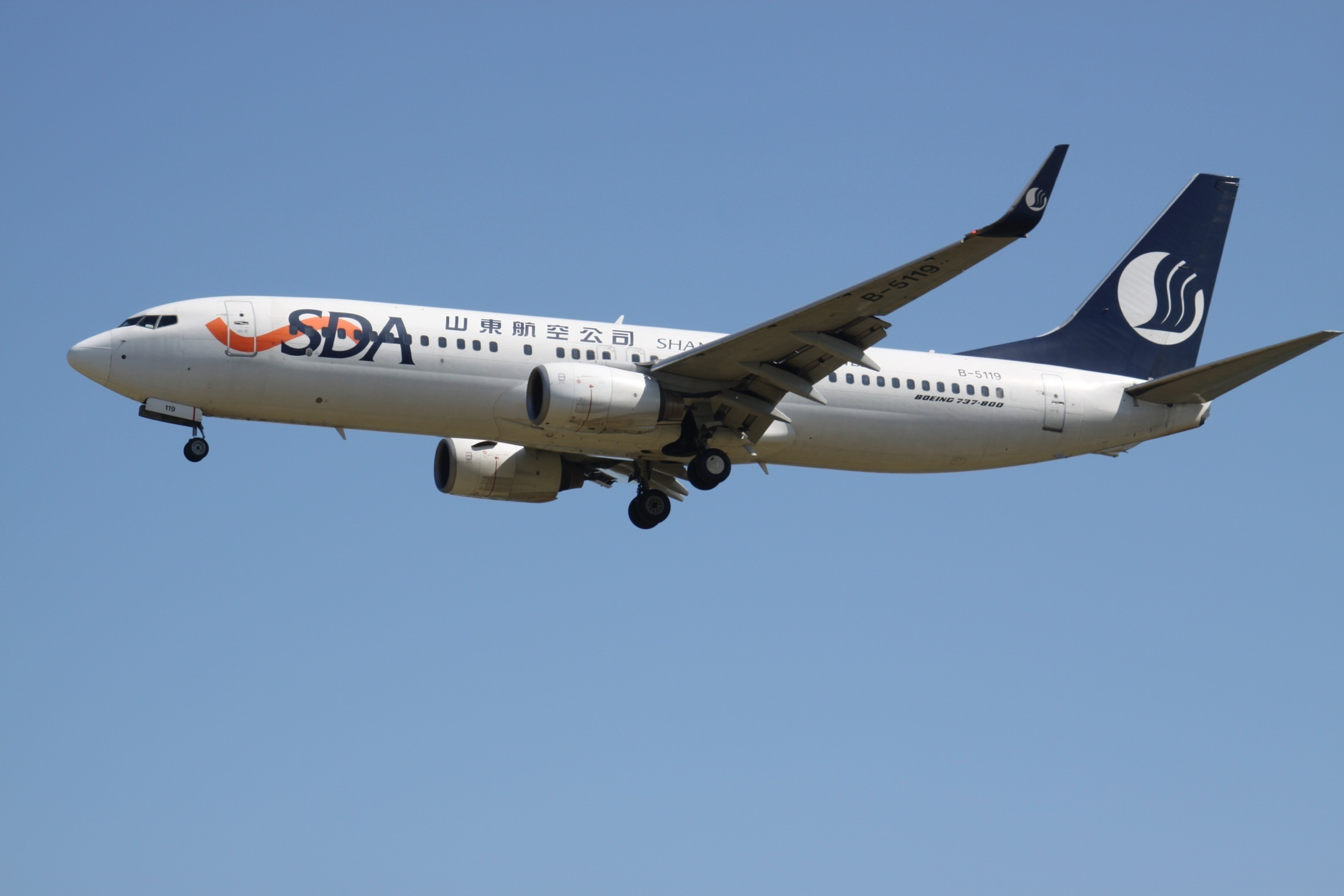
هواپیمای بوئینگ ۷۳۷ متعلق به شاندونگ ایرلاینز

شاندونگ ایرلاینز (به انگلیسی: Shandong Airlines) شرکت هواپیمایی چینی است، که در سال ۱۹۹۴ تأسیس شد و در حال حاضر به‌عنوان زیرمجموعه‌ای از شرکت ایر چاینا، روزانه به ۶۰ مقصد پروازهای مستقیم دارد.
دفتر مرکزی شرکت شاندونگ ایرلاینز در شهر جینان، شاندونگ، جمهوری خلق چین قرار دارد و فرودگاه بین‌المللی جینان یاکیانگ، فرودگاه بین‌المللی پکن، فرودگاه بین‌المللی کینگدائو لیوتینگ، فرودگاه بین‌المللی یانتای لایشان، قطب‌های این شرکت هواپیمایی به‌شمار می‌آیند. شرکت شاندونگ ایرلاینز در حال حاضر در ناوگان هوایی خود، دارای ۷۵ فروند هواپیمای جت مسافربری می‌باشد.